# Småtjärnarna (Anundsjö socken, Ångermanland, 707256-159101)
Småtjärnarna är en sjö i Örnsköldsviks kommun i Ångermanland och ingår i Moälvens huvudavrinningsområde.